# Damien Johnson
Damien Michael Johnson (Lisburn, Irlanda del Norte, 18 de noviembre de 1978), futbolista norirlandés. Juega de volante y su actual equipo es el Fleetwood Town de la Football League Two de Inglaterra. 

## Selección nacional
Ha sido internacional con la Selección de fútbol de Irlanda del Norte, ha jugado 56 partidos internacionales.

## Clubes
| Club              | País       | Año       |
| ----------------- | ---------- | --------- |
| Blackburn Rovers  | Inglaterra | 1997-1998 |
| Nottingham Forest | Inglaterra | 1998      |
| Blackburn Rovers  | Inglaterra | 1998-2002 |
| Birmingham City   | Inglaterra | 2002-2010 |
| Plymouth Argyle   | Inglaterra | 2010      |
| Huddersfield Town | Inglaterra | 2010-2012 |
| Fleetwood Town    | Inglaterra | 2012-     |